# Saparua

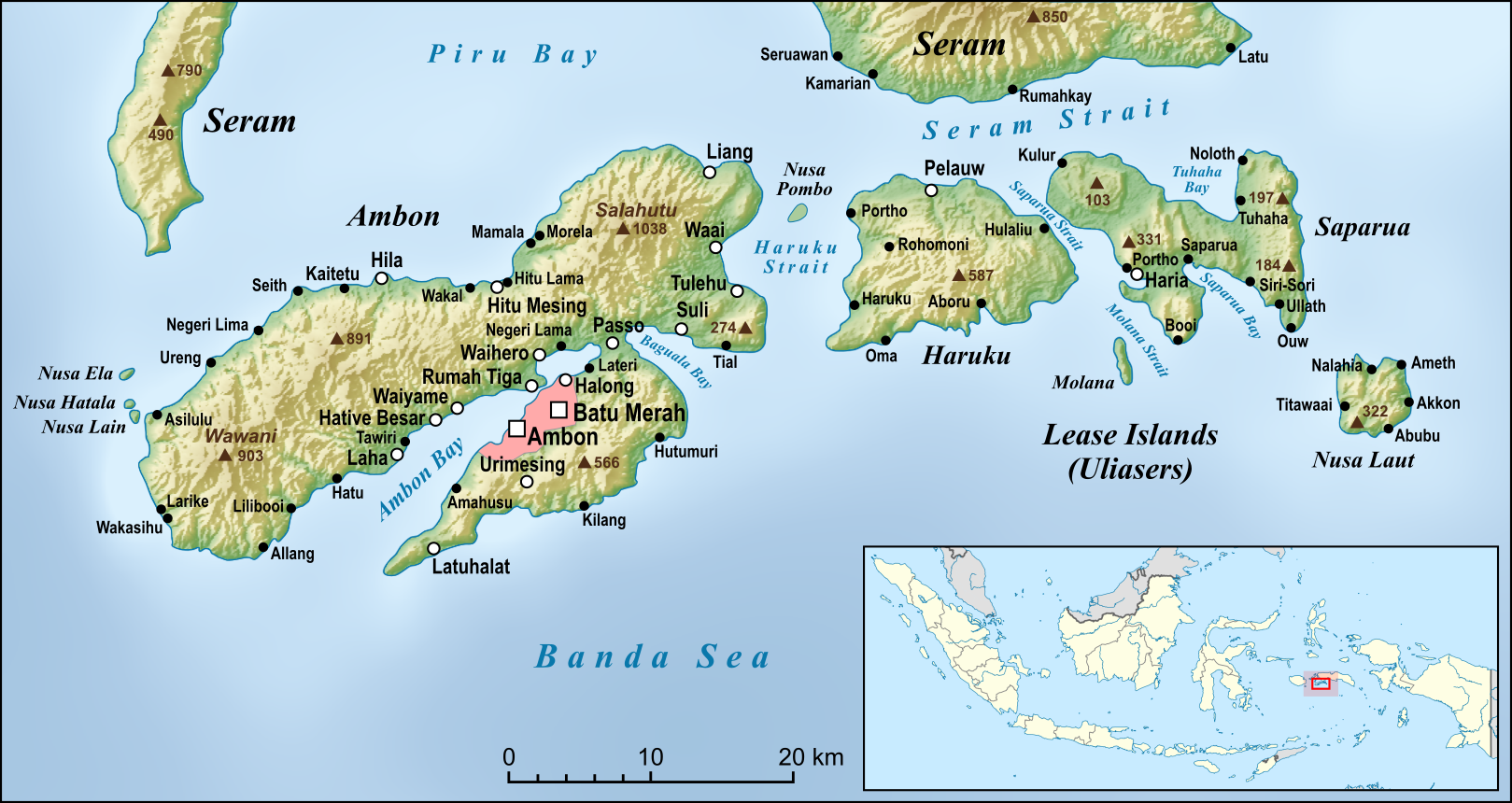

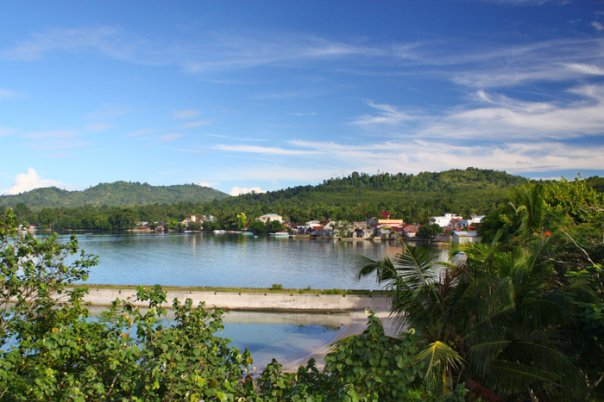
Kota Saparua from Duurstede Fort

Saparua là hòn đảo nằm ở phía đông đảo Ambon ở tỉnh Maluku, Indonesia. Đảo Haruku nằm giữa đảo Saparua và đảo Ambon. Cảng chính nằm ở phía nam tại Kota Saparua. Tính đến 2010, đảo có dân số 32.312 người. Những cư dân tại Haruku nói tiếng Saparua, cũng như tiếng Indonesia và Ambonese Malay.

## Các làng trên Saparua
- Booi
- Haria
- Iha
- Ihamahu
- Kulur
- Mahu
- Nolluth-Titasomi
- Ouw
- Paperu
- Pia
- Porto
- Saparua
- Siri-sori Amapatti
- Siri-sori Amalatu
- Tiouw
- Tuhaha
- Ullath